# Jürg Siegenthaler
Jürg Siegenthaler  (* 1989) ist ein Schweizer Unihockeyspieler, der beim Nationalliga-A-Verein Unihockey Tigers Langnau unter Vertrag steht.

## Karriere

### Unihockey Tigers Langnau
Siegenthaler debütierte 2010 für die Unihockey Tigers Langnau in der Nationalliga A.

### Umeå City IBK
2013 wechselte Siegenthaler zu Umeå City IBK in die Schwedische Allsvenskan.

### Unihockey Tigers Langnau
2014 verkündeten die Unihockey Tigers Langnau die Rückkehr des Goalies. Am 6. Januar 2020 verkündeten die Tigers, dass Siegenthaler seinen auslaufenden Vertrag verlängert hat.

## Erfolge
- Schweizer Cup: 2019